# Посольство Афганистана в Оттаве

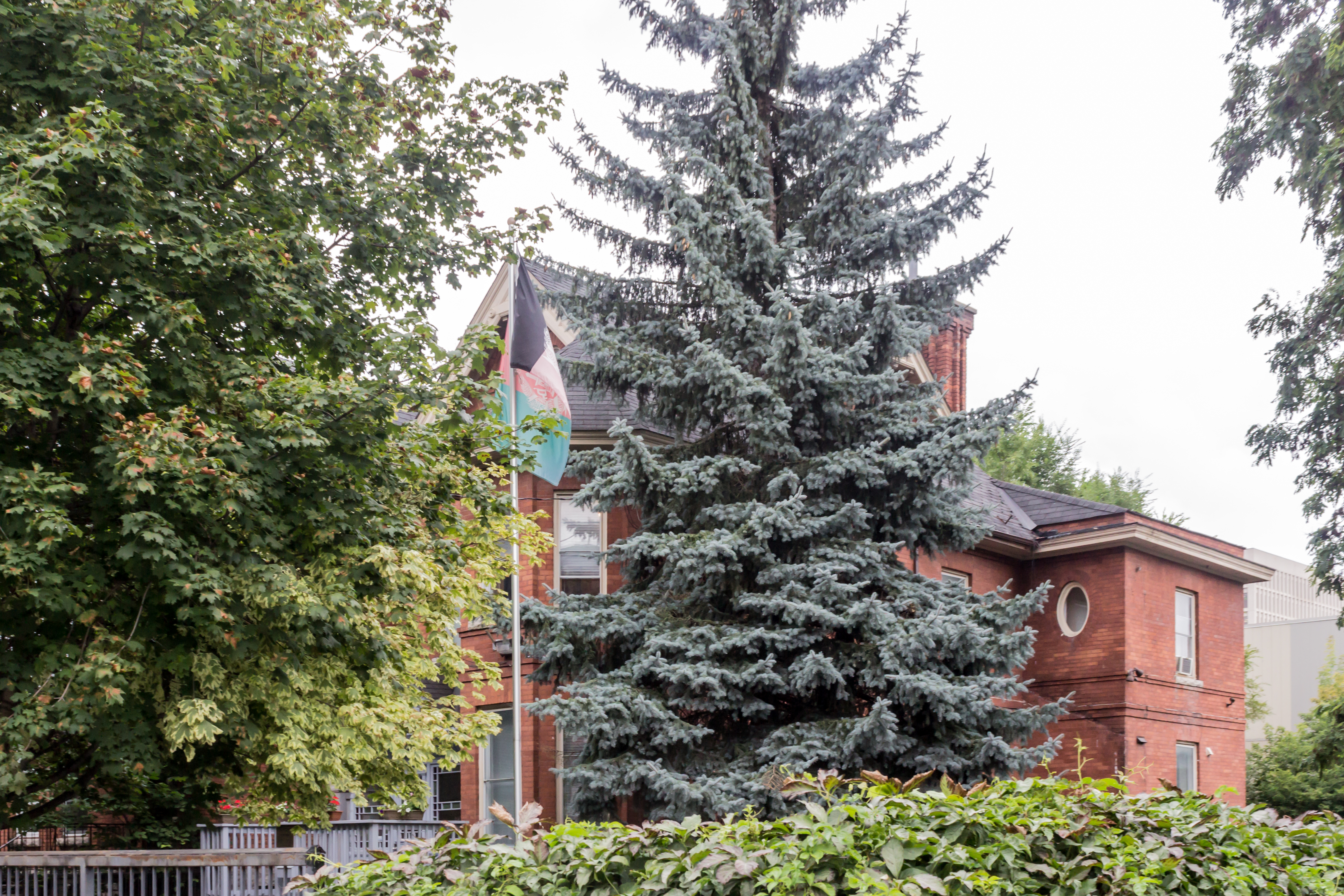
Афганское посольство в Оттаве

Посольство Афганистана в Оттаве (Персидский: سفارت كبرای جمهوری اسلامی افغانستان در اتاوا) располагается по 240 Аргайл-Авеню, в самом центре Оттавы. Это способствует развитию Афгано-канадских отношений, оно проводит дипломатические, политические, экономические, военные, культурные, медийные и другие двусторонние мероприятия. Посольство также предоставляет консульские услуги. Афганистан также имеет консульство в Торонто.